# Тірггель
Тірггель — традиційне різдвяне печиво з Цюриху, Швейцарія. Виготовлені з борошна та меду, вони тонкі, жорсткі та солодкі.

## Історія
Тірггель вперше згадується в Цюриху у 1461 році як Dirgel. Відтоді їх виготовляли там за допомогою майстерно різьблених дерев'яних форм із зображенням біблійних чи регіональних тем. Нещодавно дерев'яні форми, чотири з яких виставлені в Швейцарському національному музеї, замінили полікарбонатними, з якими легше працювати.

## Підготовка
Тісто тірггель складається з борошна, 29 відсотків меду, трохи цукру та води; хоча одне джерело повідомляє, що воно виготовляється або виготовляється без цукру, що вважається ознакою дохристиянського походження тиргеля.
Тісто видавлюється дуже тонким шаром у майстерно вирізані форми різної форми та розміру. Печиво випікається в високотемпературній духовці при 400 °C (752 °F) лише на 90 секунд і потрібен правильний час, щоб отримати правильний результат.

## Споживання
Оскільки тіргелі тверді та сухі, їх найкраще посмоктати, що дозволяє виразніше відчути медовий смак.
Тірггелі також дуже довговічні. У 1939 році швейцарський письменник Емануель Стікельбергер писав, що «тиргель має чудову властивість не черствіти, і чим твердішим він стає, тим приємніше його гризти». З огляду на їх складний орнамент, традиційно виготовлений тирггель часто взагалі не їдять місяцями або роками, а замість цього зберігають як прикрасу.

## Література

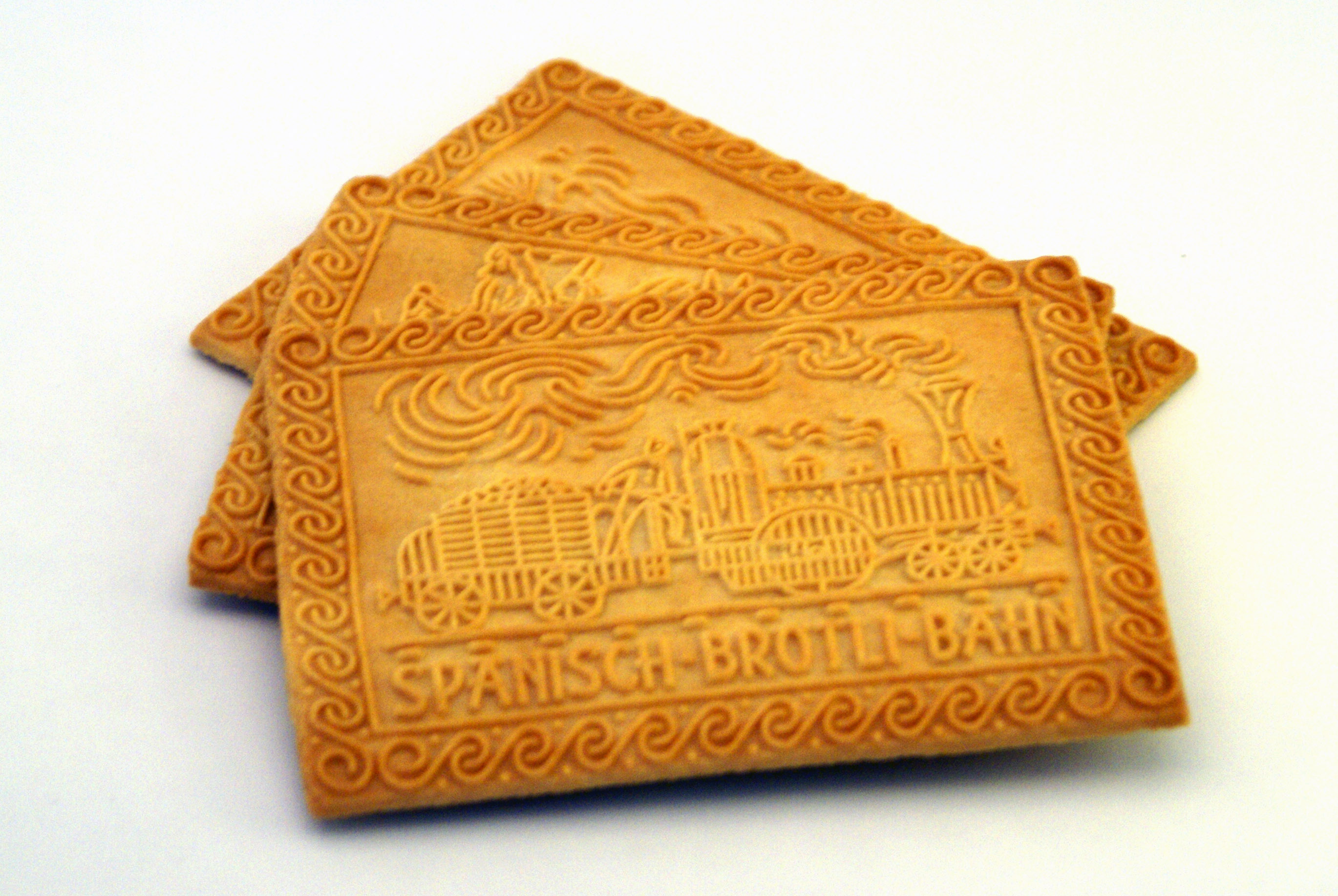
Тірггель часто зображує сцени з історії Цюриху, такі як Spanisch-Brötli-Bahn — перша залізниця Швейцарії.